# Basilique Saint-Martin de Bingen
 (mai 2020).
Le contenu est difficilement compréhensible vu les erreurs de traduction, qui sont peut-être dues à l'utilisation d'un logiciel de traduction automatique.
Pour les articles homonymes, voir Basilique Saint-Martin.
La basilique Saint-Martin de Bingen est le monument historique le plus important de la ville de Bingen am Rhein.

## L’édifice actuel

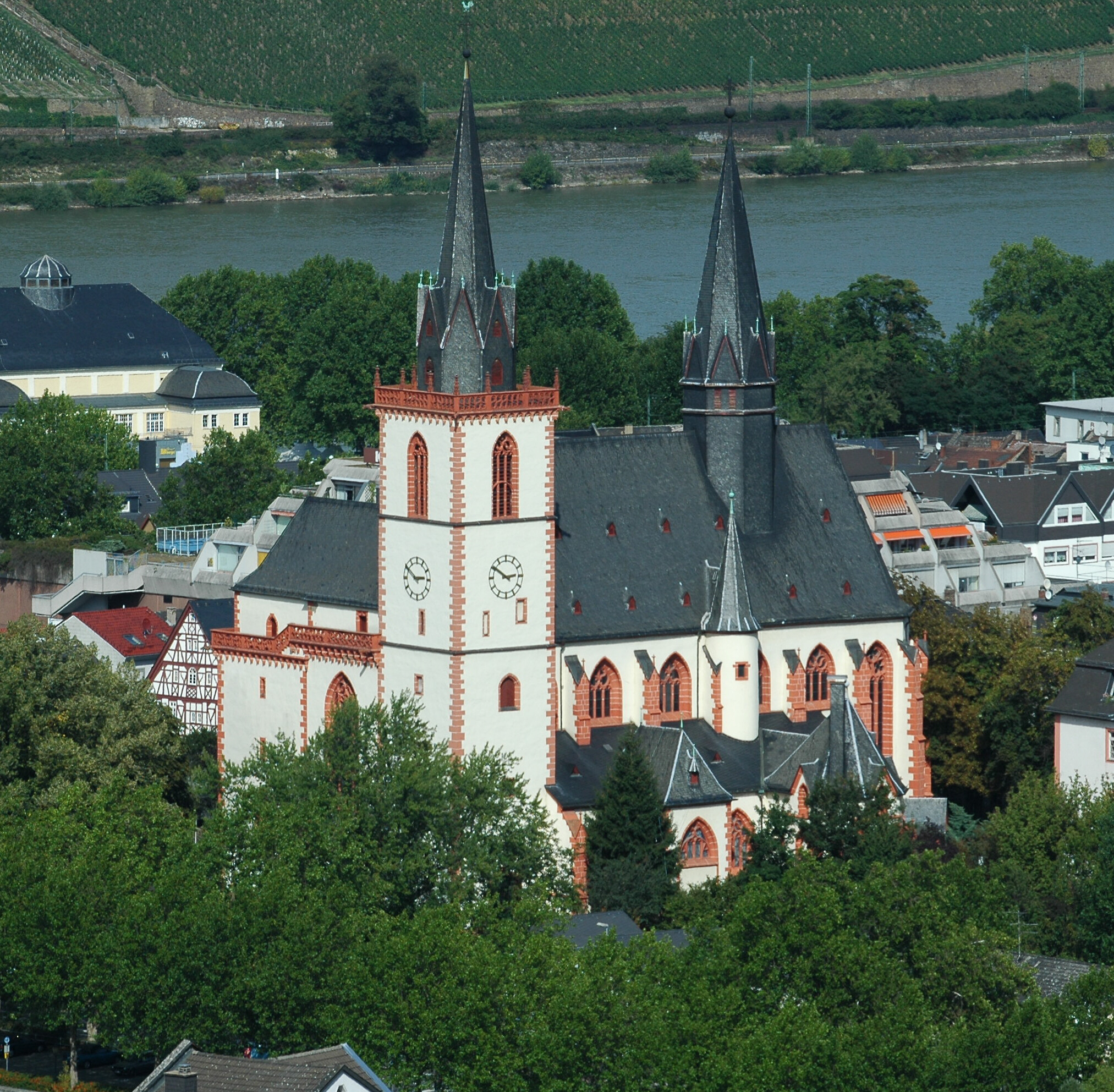
La basilique Saint-Martin de Bingen

La basilique contemporaine a été édifiée entre 1416 dans le style gothique. Les travaux de restauration furent exécutés avec l'aide de l'artiste-peintre et décorateur Max Meckel.
Elle est dédiée à saint Martin. La crypte datant du XIe siècle a été découverte en 1416. La basilique a été initialement construite comme une église collégiale du XVe siècle. Il est décidé de bâtir un nouvel édifice, sur l'emplacement de l'ancienne collégiale Saint-Martin (le 14 août 1403, un incendie ravagea l'édifice), mais avec de nouvelles dimensions. Elle est construite en calcaire, pierre de taille, et couverte en ardoise. Elle a été agrandie avec une double nef, bâtiment connu sous le nom de Barbarabau (édifice de Barbara) ajouté à la fin pour être utilisé comme église paroissiale.
L'église a été élevée au rang de basilique mineure en 1930 par le pape Pie XI.

## La basilique duVIIIesiècle
Une première église fut édifiée à Bingen au Ve siècle par l'évêque de Mayence sur d'anciens temples de Mercure, historiquement situés près des fleuves. L'église est décrite pour la première fois en 793 dans une donation évoquée dans le Codex Laureshamensis de l'abbaye et Altenmünster de Lorsch.
La collégiale est incendiée par les Normands en 883. Elle est reconstruite à partir de 1220, probablement sous la direction de l'évêque Willigis.

## Mobilier et œuvres d'art

### Sépulture
Il s'agit de celle du prêtre Eleutherius Ve siècle.

### Crypte
Elle date de la première moitié du XIe siècle.

### Figure de l'église Barbarabau
Elle date de 1320 : Marie, mère du Seigneur.

### Sculpture
Elles représentent sainte Barbe et sainte Catherine d'Alexandrie (XVe siècle).

### Autel
Il est de l'École flamande, dédié à la Vierge, avec cinq tableaux d'Antoine de Montfort, dit Blocklandt (1579).

### Chaire
Il s'agit d'une chaire à prêcher baroque, signée P.M. 1681.

### Maître-autel
Il est de style baroque et réalisé par le sculpteur électoral mayençais Peter Heinrich Henke (donation de 1768).

## Personnalités

### Pierre d'Aspelt
Il achète une prébende de canonicat et restera chanoine à la cathédrale Saint-Martin de Mayence en 1286.

### Barthélémy Holzhauser
Il fut curé et fondateur de l'Ordre des Barthélémites.